# کاریکام ایرویز
کاریکام ایرویز (به انگلیسی: Caricom Airways) یک شرکت هواپیمایی است که در تاریخ ۲۰۰۴ میلادی تأسیس شده است. دفتر مرکزی کاریکام ایرویز در پاراماریبو، سورینام واقع شده است و قطب این شرکت هواپیمایی در فرودگاه زورخ ان هوپ قرار دارد و به ۶۷ مقصد، پرواز مستقیم انجام می‌دهد.